# Марміт (посуд)

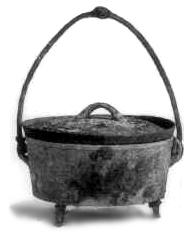
Антикварний марміт

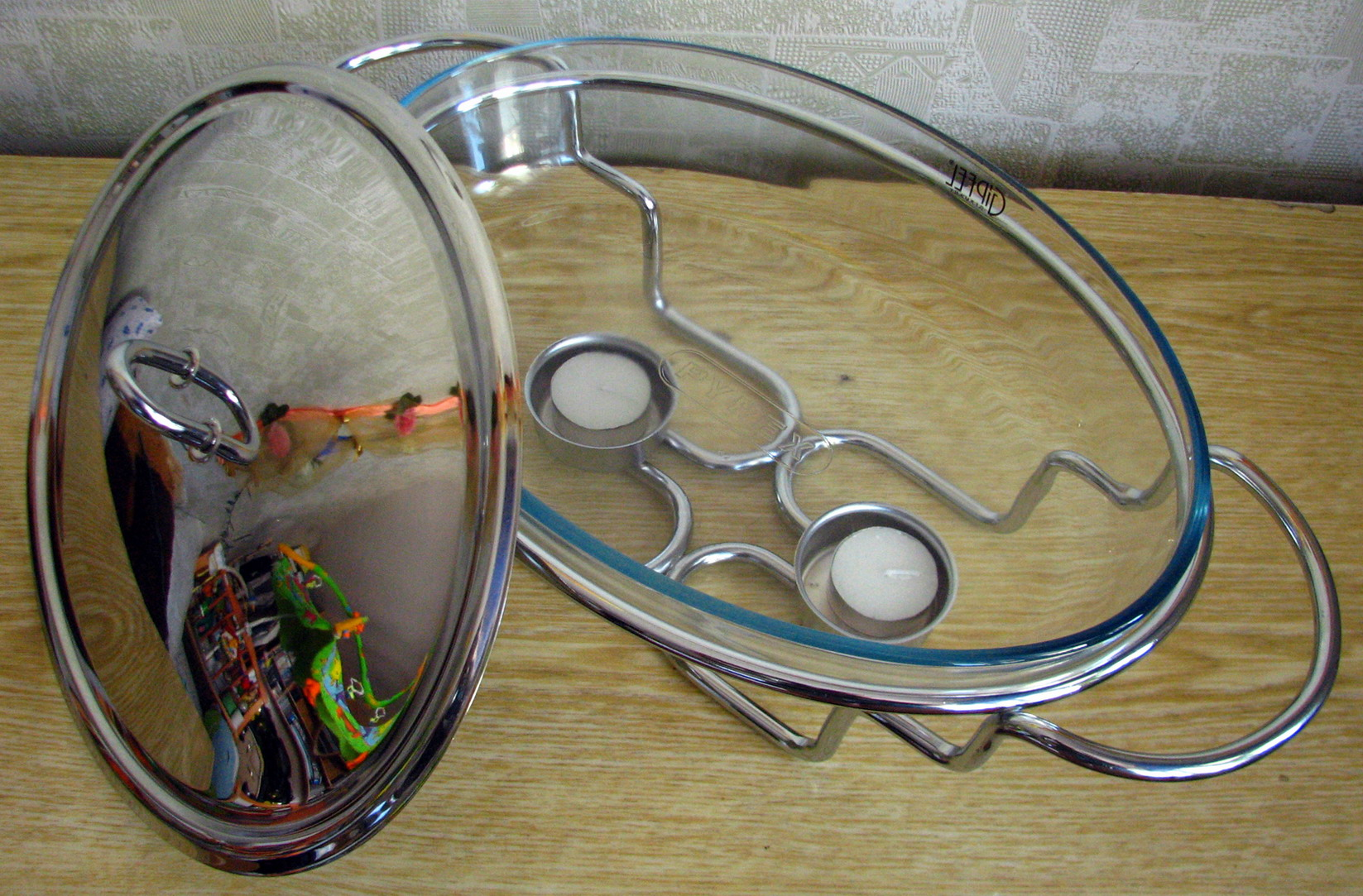
Сучасний сервірувальний марміт

Марміт (фр. marmite — казанок, каструля) — у ресторанній справі та громадському харчуванні різні види ємностей:
- окрема ємність прямокутної, овальної, круглої форми низького або середнього профілю з кришкою, виготовлена зі срібла, алюмінію чи нержавіючої сталі, призначена для зберігання продуктів, напівфабрикатів та подавання на стіл готової їжі, інколи — обладнана електричним нагрівачем або вбудованим тиглем, у якому як паливо використовуються спеціальні сухі брикети;

- для приготування та наступного збереження у підігрітому стані використовуються марміти у вигляді стійок-вітрин або елементів ліній роздач з багатьма ємностями великого об'єму для страв, та гарнірів, як правило, з електричним чи паровим підігріванням.